# Obilnaya
Obilnaya es una variedad cultivar de ciruelo (Prunus salicina), encuadrado tanto en  las denominadas ciruelas japonesas como en las denominadas ciruelas siberianas, Las frutas tienen un tamaño grande, color de piel rojo violeta, pulpa de color amarillo anaranjado de textura carnosa medianamente firme, aromática, y sabor armonioso, más dulce que ácido.

## Sinonimia
- "Obilnaja-Szilva",
- "Obilnaya-slivka",
- "Ruske-slivky Obilnaya"
- "Obilnaya Zwetschge".[4]

## Historia
'Obilnaya' variedad de ciruela (Prunus salicina), de las denominadas ciruelas japonesas, obtenida por el equipo de KF Kostina y OA Zobranskich en 1961, mediante el cruce de 'Burbank' como "Parental Madre" x el polen de 'Tavricheskaja' como "Parental Padre". Fue introducida en los circuitos comerciales en 2004.
Ciruela siberiana de frutos grandes, de cosecha medianamente temprana, destinada principalmente a las zonas de cultivo de los países nórdicos, con inviernos fríos y un clima primaveral inestable. Valioso por sus buenos rendimientos, alta resistencia a las heladas y muy buena resistencia a las enfermedades fúngicas.

## Características
'Obilnaya' árbol medio fuerte, corona ovalada, moderadamente densa. Variedad con genes de mirobálano de fructificación muy precoz. El crecimiento es de moderadamente vigoroso a fuerte, formando una copa ovalada, moderadamente densa. La fructificación es medianamente temprana. La variedad es parcialmente autofértil, por lo que produce una cosecha incluso sin la presencia de polinizadores. Si hay un polinizador cerca, la cosecha será mayor y más estable. Un polinizador adecuado es otra variedad de ciruela siberiana, ciruela japonesa o ciruela cereza. Las flores en flor son resistentes a las heladas suaves. La resistencia a las heladas es alta, y también es alta frente al ataque de la sarna del ciruelo. Poco exigente en cuanto a ubicación, requiere suelo bien provisto de humedad (su requerimiento hídrico es de 600 mm al año, con distribución uniforme), y nutrientes, de lo contrario los frutos son pequeños y caen prematuramente. Las enfermedades más comunes son la taphrina y los pulgones. Los síntomas de Tafrina incluyen un desarrollo distorsionado del fruto y hojas subdesarrolladas y retorcidas.
'Obilnaya' tiene una talla grande (promedio 60 g), de forma redondeada, pudiendo ser de simétrica o disimétrica, con un calibre de 53mm; sutura pronunciada, una línea distinta, epidermis tiene una piel con escasa pruina, el color básico de su epidermis es rojo violeta, presenta algunas manchas ocasionales de "russetting"-"ruginoso" de tamaño pequeño, ligera capa de pruina blanquecina; pulpa de color rojo anaranjado, de textura carnosa medianamente firme, aromática, y sabor armonioso, más dulce que ácido.
Hueso fácilmente desprendible de tamaño pequeño, elíptico redondeado, semi globoso, con zona ventral amplia y muy acusada, bastante más ancha en el tercio pistilar.
Su tiempo de recogida de cosecha se inicia en su maduración a mediados de julio. Sus rendimientos son altos, estables y regulares, rendimientos muy tempranos. Las frutas son resistentes a las explosiones y fáciles de transportar. Apto para consumo en fresco y procesamiento.

## Usos
Sus frutos atractivos y de alta calidad, adecuados para el consumo directo y para enlatar.